# Trevor Swan
Trevor Winchester Swan est un économiste australien né le 14 janvier 1918 et mort le 15 janvier 1989. Il est célèbre pour sa contribution au modèle de croissance néo-classique, dit modèle de Solow ou modèle de Solow-Swan, pour le Swan diagram (en) et pour sa contribution à la modélisation macroéconomique.

## Publications
- (en) Trevor W. Swan, « Economic Growth and Capital Accumulation », Economic Record, John Wiley & Sons, vol. 32, no 2,‎ novembre 1956, p. 334–361